# جدول رسمی پخش جاری صوتی

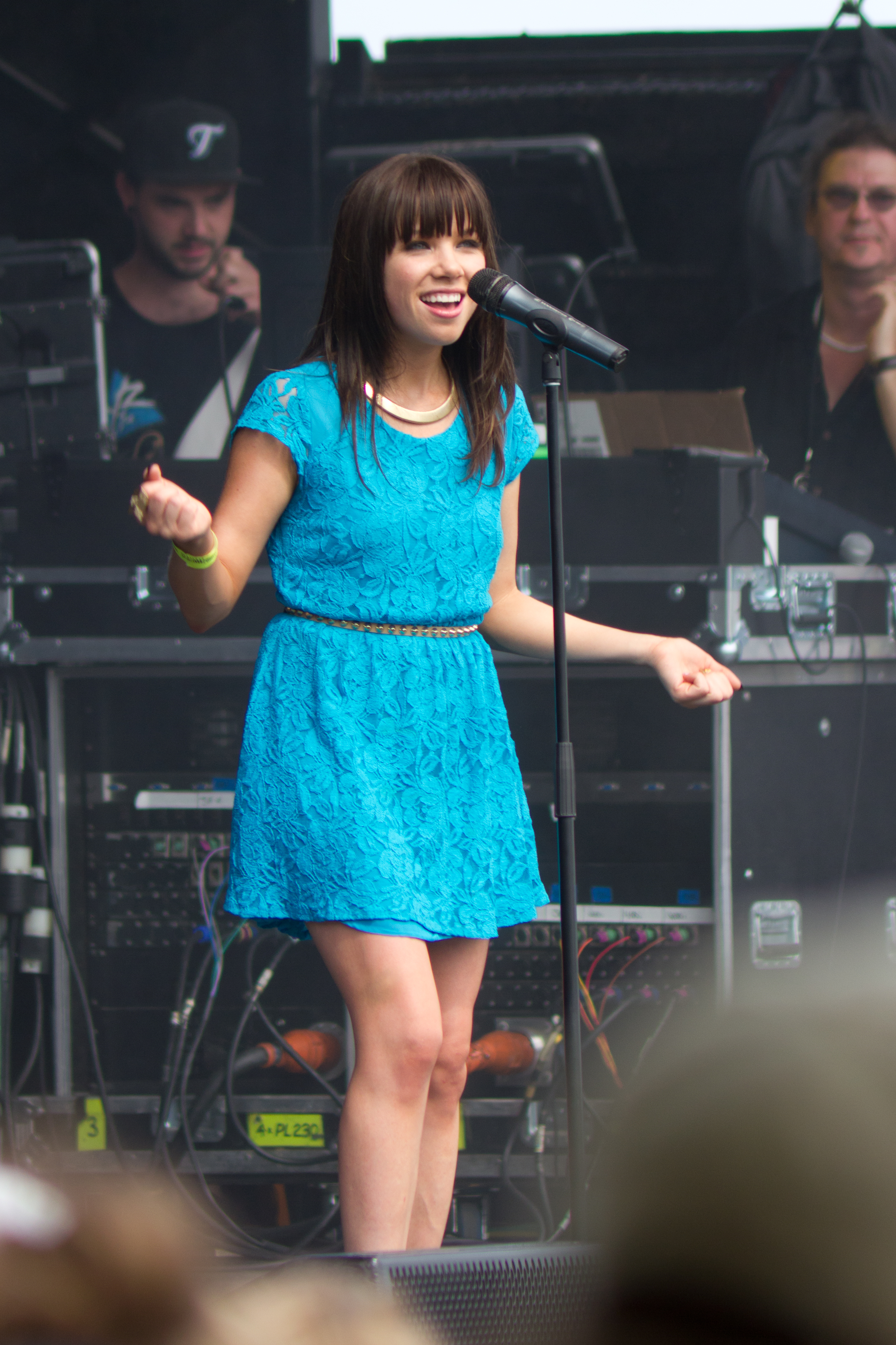
کارلی ری جپسن، خوانندهٔ کانادایی، با قطعهٔ «شاید به من زنگ بزند» برای نخستین بار جایگاه اول جدول رسمی پخش جاری صوتی را کسب کرد.

جدول رسمی پخش جاری صوتی (انگلیسی: Official Audio Streaming Chart) (که در گذشته با نام جدول رسمی پخش جاری (انگلیسی: Official Streaming Chart) شناخته می‌شد) یک جدول موسیقی مبتنی بر تعداد دفعات پخش ترانه‌ها از طریق سرویس‌های پخش جاری (شامل اسپاتیفای، دیزر، گوگل پلی میوزیک، اپل میوزیک و تیدال) در بریتانیا است. این جدول شامل داده‌هایی از سرویس‌های پرمیوم و پشتیبانی‌شده توسط تبلیغات است، توسط شرکت جدول‌های رسمی (OCC) و به‌صورت هفتگی گردآوری می‌شود و در ابتدا در وبگاه رسمی این شرکت (۱۰۰ آهنگ برتر) و در مجلهٔ میوزیک ویک (۷۵ آهنگ برتر) منتشر شد.
تا زمان انتشار جدول مربوط به تاریخ ۱۲ ژوئیهٔ ۲۰۱۴ — تاریخ گنجانده‌شدن داده‌های پخش جاری در جدول تک‌آهنگ‌های بریتانیا — جدول رسمی پخش جاری مجدداً با نام جدید جدول رسمی پخش جاری صوتی راه‌اندازی شد. جدول ۱۰۰ آهنگ برتر در وبگاه شرکت جدول‌های رسمی منتشر می‌شود و نخستین ترانه‌ای که در جدول جدید موفق به کسب جایگاه اول شد، قطعهٔ «بخوان» اثر اد شیرن بود.
این جدول برای نخستین بار در ۱۴ مهٔ ۲۰۱۲ راه‌اندازی شد. قطعهٔ «شاید به من زنگ بزند» از کارلی ری جپسن نخستین ترانهٔ قرار گرفته در جایگاه نخست این جدول بود. در زمان راه‌اندازی جدول، اد شیرن بیشترین آمار پخش جاری سال را در اختیار داشت. شیرن در آن زمان اظهار کرد که سرویس‌های پخش جاری «همواره یک روش مهم برای [او] برای رساندن موسیقی به دست طرفداران [او]» بوده‌است. مارتین تالبوت، مدیر اجرایی شرکت جدول‌های رسمی، اشاره کرده‌است که این جدول نمایندهٔ «لحظهٔ بلوغ واقعی پخش جاری موسیقی در بریتانیا» بوده‌است.
در سال ۲۰۱۵، جدول رسمی پخش جاری آلبوم‌ها راه‌اندازی شد. این جدول، برای ارزیابی تعداد دفعات پخش آلبوم‌ها در هر هفته، از منابع پخش جاری یکسان با جدول رسمی پخش جاری صوتی استفاده می‌کند.